# Daniel Paraschiv
Daniel George Paraschiv (n. 24 aprilie 1999, Brașov, România) este un fotbalist român, care joacă pe post de mijlocaș la Cultural y Deportiva Leonesa⁠(d) în Primera Federación⁠(d), împrumutat de la Real Oviedo. Pe plan internațional, are prezențe la națională pentru România.

## Cariera la echipe de club
Paraschiv și-a făcut junioratul la, FC Brașov, echipă din orașul natal, unde a jucat până la desființarea acesteia în 2017. S-a alăturat echipei Luceafărul Oradea din Liga a II-a pentru sezonul 2018-19. În vara anului 2019, Paraschiv s-a transferat la echipa din Liga a II-a, Viitorul Târgu Jiu. Clubul CFR Cluj din Liga I a anunțat transferul lui Paraschiv pe 11 iunie 2021, dar în luna următoare a fost împrumutat la FC Voluntari, tot din prima ligă. A debutat în Liga I pe 19 iulie, într-o înfrângere în deplasare cu scorul de 2-3 în fața lui Dinamo București. Paraschiv a marcat singurul său gol pentru Voluntari pe 21 septembrie 2021, într-o înfrângere cu 4-1 împotriva lui Șomuz Fălticeni în Cupa României. Pe 10 ianuarie 2022, s-a întors în a doua divizie ca împrumut la AFC Hermannstadt, unde a marcat șase goluri în 13 meciuri și a ajutat echipa să obțină promovarea în Liga I.
În iunie 2022, Paraschiv a semnat un contract pe trei ani pentru a se alătura echipei Hermannstadt cu statut permanent. A marcat primul său gol în Liga I pe 15 iulie, într-o victorie cu 3-0 împotriva Mioveniului. Până la sfârșitul anului, Paraschiv a mai marcat opt goluri, inclusiv împotriva pretendentelor la titlu FCSB, Universitatea Craiova și CFR Cluj.
În februarie 2023, clubul ucrainean Dinamo Kiev a oferit 1,2 milioane de euro pentru transferul lui Paraschiv, sumă acceptată de Hermannstadt. Cu toate acestea, Paraschiv a respins mutarea din cauza invaziei rusești în Ucraina în curs de desfășurare.
Paraschiv a marcat 14 goluri în campionat în sezonul 2022-23 și a adăugat încă unsprezece în campania următoare.
Pe 13 iulie 2024, Paraschiv a semnat un contract pe trei ani cu clubul Real Oviedo din Segunda División.

## Cariera la echipa națională
Paraschiv a debutat pentru echipa națională a României pe 20 noiembrie 2022, intrând în minutul 70 în locul lui George Pușcaș într-un meci amical câștigat cu 5-0 contra Moldovei. După doar un minut, a marcat al patrulea gol al echipei sale transformând o lovitură de pedeapsă.